# Lluís Companys

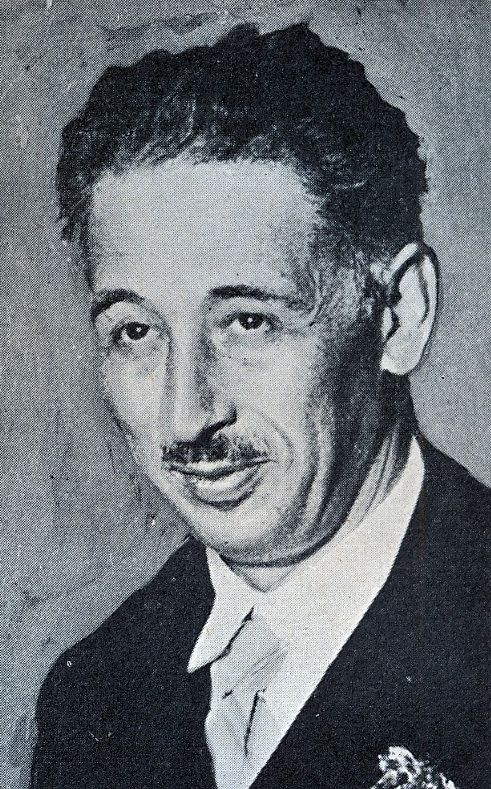
Porträt von Lluís Companys (1933)

Lluís Companys i Jover (* 21. Juni 1882 in El Tarrós, Provinz Lérida, Spanien; † 15. Oktober 1940 in Barcelona) war ein katalanischer Rechtsanwalt, Politiker, Parteiführer der Esquerra Republicana de Catalunya (ERC, katalanisch für „Republikanische Linke Kataloniens“) und von 1933 bis 1940 der zweite Ministerpräsident der katalanischen Landesregierung (Generalitat de Catalunya) seit deren Wiedererrichtung 1931. Er war zwischen 1934 und 1936 abgesetzt, floh 1939 nach Frankreich und wurde nach seiner Auslieferung durch die deutsche Besatzungsmacht an das franquistische Regime in Spanien nach einem Schnellverfahren in Barcelona hingerichtet.

## Leben
Companys stammte aus El Tarròs in den katalanischen Pyrenäen. Seine Eltern Josep Companys i Fontanet und Maria Lluïsa de Jover waren Landwirte.
Companys absolvierte ein Studium der Rechtswissenschaften an der Universität Barcelona und engagierte sich schon früh in der Politik. Ab 1906, nach der Verbrennung katalanischer Zeitschriften durch Militärs und dem Inkrafttreten eines neuen Gesetzes über Rechtsprechung, beteiligte er sich an der Gründung mehrerer für die Autonomie Kataloniens agierender Bewegungen. Im Laufe seines Lebens wurde er fünfzehn Mal verhaftet. Nach der Tragischen Woche (Setmana Tràgica) im Sommer 1909 wurde er in den Protokollen der Polizei als „gefährliches Individuum“ eingestuft.
Zusammen mit dem Rechtsanwalt Francesc Layret (1880–1920) verkörperte Companys den Arbeiterflügel der Partit Republicà Català („Katalanische Republikanische Partei“). 1917 wurde Companys ins Stadtparlament Barcelonas gewählt. Im November 1920 wurde er zusammen mit anderen Gewerkschaftsführern verhaftet und ins Gefängnis Castell de la Mola in Maó auf Menorca deportiert. Als Layret seine Verteidigung übernehmen wollte, wurde er ermordet. Bei den Parlamentswahlen vom Dezember 1920 wurde Companys an der Stelle des ermordeten Layret zum Abgeordneten für Sabadell gewählt und aufgrund seiner Immunität aus dem Gefängnis entlassen.
Während der Diktatur von Primo de Rivera war er Chefredakteur der Zeitschrift La Terra.
Wegen einer erneuten Verhaftung konnte er 1931 nicht an der Konferenz teilnehmen, bei der die ERC als Sammlungspartei der republikanischen Linken gegründet wurde. Er wurde jedoch als Vertreter der Republikanischen Partei in das Exekutivkomitee des Bündnisses gewählt. Die engen Verbindungen Companys mit der Arbeitswelt und der Gewerkschaftsbewegung trugen dazu bei, das Profil der ERC als linke Partei zu stärken.

### Zweite Republik
Bei den Kommunalwahlen vom 12. April 1931 wurde er als Mitglied der ERC zum Bürgermeister von Barcelona gewählt. Am 14. April rief er vom Balkon des Rathauses für Katalonien die Spanische Republik aus. 1931 zog er als Abgeordneter Barcelonas ins spanische Parlament ein, wo er sich als Fraktionsvorsitzender der ERC für das Autonomiestatut und größtmögliche eigenständige Kompetenzen für Katalonien einsetzte. Von Juni bis November 1933 war er Marineminister. Seit Ende 1932 übte er gleichzeitig das Amt des Parlamentspräsidenten Kataloniens aus. Außerdem setzte er seine journalistische Arbeit fort und war von 1931 bis 1934 Chefredakteur der Zeitschrift La Humanitat, des offiziellen Organs der ERC.
Am 12. Juni 1933 wurde er in Nachfolge von Francesc Macià zum Präsidenten der Generalitat de Catalunya ernannt. 1934 regte er das umstrittene Gesetz über Verträge für Landarbeiter an, das zum Konflikt mit den Großgrundbesitzern und der rechtskonservativen Zentralregierung führte. Als Reaktion auf den Eintritt der rechtsgerichteten CEDA in die spanische Regierung rief er am 6. Oktober 1934 die eigenständige Republik Katalonien innerhalb einer (allerdings nicht existierenden) „Bundesrepublik Spanien“ aus. Hierauf wurde das Autonomiestatut Kataloniens von 1932 aufgehoben und die gesamte katalanische Regierung vom Befehlshaber der 4. Division der spanischen Armee, Generalkapitän Domingo Batet, verhaftet. Batet war selbst Katalane und ließ den Aufstand im Auftrag der Zentralregierung unter Ministerpräsident Niceto Alcalá Zamora binnen etwa zehn Stunden militärisch unterdrücken, obwohl ihn Companys anfänglich für die Zusammenarbeit mit seiner Regierung gewinnen wollte. Batet kämpfte zwei Jahre später im Bürgerkrieg gegen die aufständischen nationalspanischen Kräfte unter Francisco Franco und wurde nach seiner Gefangennahme von diesen erschossen.
Bei der Niederschlagung der katalanischen Republik am 7. Oktober 1934 starben insgesamt 80 Menschen. Die Ereignisse fielen zeitlich mit dem revolutionären Generalstreik im gesamten spanischen Staatsgebiet und dem Aufstand der Bergleute in Asturien zusammen. Die relativ geringe Zahl der Todesopfer ist einerseits dem Vorgehen General Batets, zum anderen auch der Tatsache geschuldet, dass Companys die Bewaffnung anarchistischer Milizen verweigert hatte, die andere politische Ziele verfolgten als seine Linkspartei. Companys wurde zunächst auf dem Kriegsschiff Uruguay im Hafen von Barcelona inhaftiert und später nach Madrid verlegt, wo er zusammen mit der gesamten katalanischen Regierung zu 30 Jahren verschärfter Haft verurteilt wurde, die er in der Provinz Cádiz verbüßte.

### Bürgerkrieg

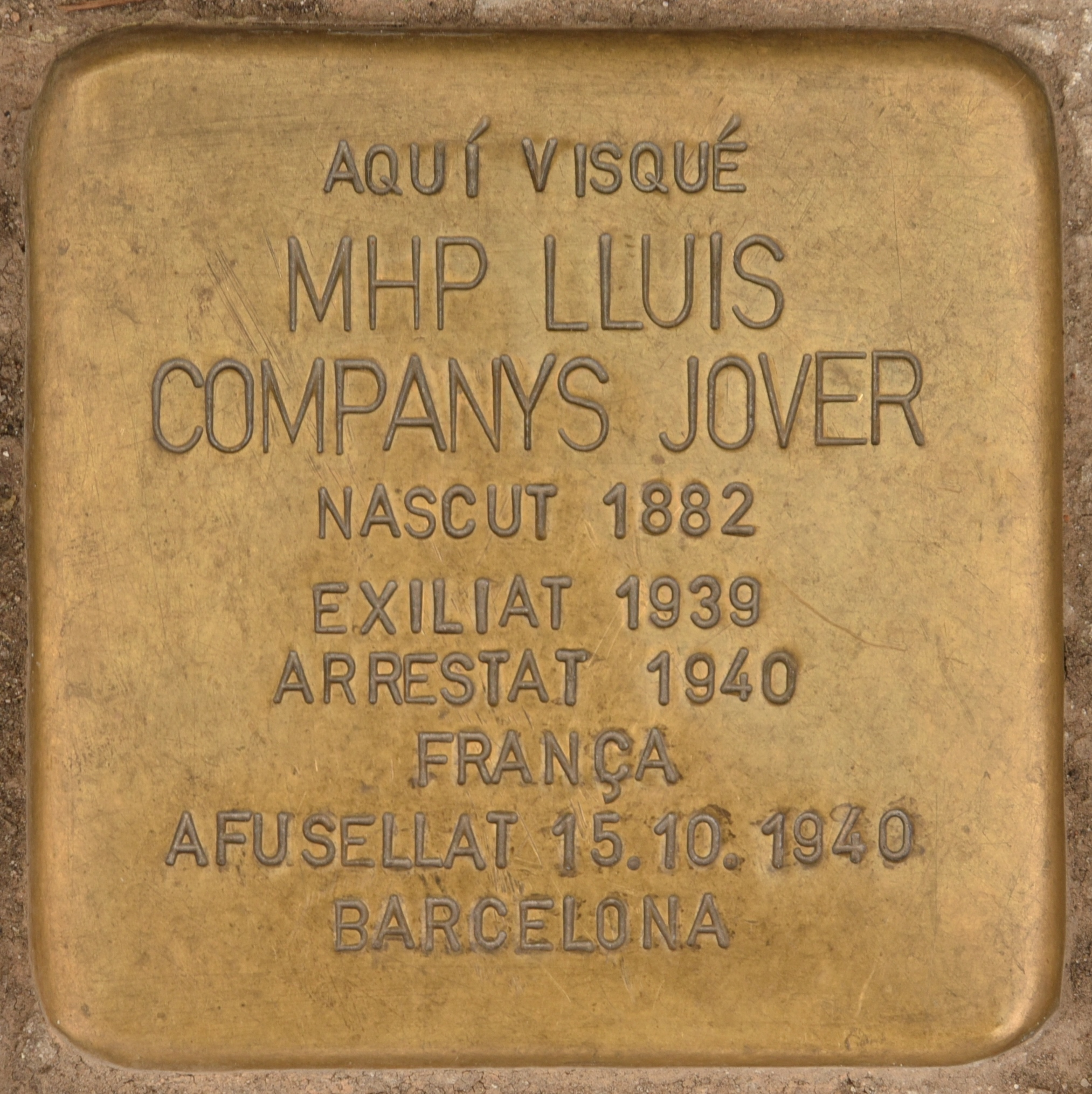
Stolperstein in Barcelona

1936 wurde Companys nach dem Wahlsieg der Volksfront aus der Gefängnishaft entlassen. Von Barcelona aus organisierte er in Katalonien den Widerstand gegen die Erhebung der rechtsgerichteten Militärs vom 17. Juli 1936. Er ernannte Hauptmann Frederic Escofet zum Kommissar für Öffentliche Ordnung in Katalonien und versuchte als Regierungschef der katalanischen Regierung, die Einheit der ihn unterstützenden katalanischen Parteien und Gewerkschaften herzustellen und die Verteidigung gegen die heranrückenden nationalspanischen Kräfte zu leiten. Dies erwies sich jedoch wegen der Spannungen zwischen den in der Partit Socialista Unificat de Catalunya (PSUC) vereinten Kommunisten und Sozialisten einerseits und den Anarchisten der Confederación Nacional del Trabajo (CNT) andererseits, die von der linkssozialistischen POUM unterstützt wurden, als sehr schwierig. Die Auseinandersetzungen zwischen den verschiedenen Linksgruppierungen in Barcelona, die zeitweise zu einem „Bürgerkrieg im Bürgerkrieg“ eskalierten, schilderte der Augenzeuge George Orwell in seinem bekannten Zeitzeugenbericht Mein Katalonien (1938).
Trotz der Anspannung, in der von zahlreichen Morden in den Tagen nach dem missglückten Staatsstreich geprägten Lage, ließ er 5000 als republikfeindlich geltende Personen mit ausländischen Schiffen aus dem Hafen von Barcelona ausreisen, da er ihre Sicherheit nicht garantieren konnte. Sein Eingreifen rettete auch dem Erzbischof von Tarragona, Kardinal Francisco de Asís Vidal, das Leben. Vidal war einer der wenigen spanischen Kirchenfürsten, die nicht die aufständischen Nationalspanier unterstützten, sollte aber gleichwohl von anarchistischen FAI-Milizen erschossen werden.
Ab Oktober 1937 hatte Companys eine Reihe von Zusammenstößen mit der in Barcelona residierenden republikanischen Zentralregierung unter Juan Negrín. Nach der Besetzung von Lleida im April 1938 beschwerte er sich beim spanischen Ministerpräsidenten über Willkürmaßnahmen der spanischen Regierung gegenüber Katalonien und die Nichtbeachtung der katalanischen Regierung.

### Exil und Tod

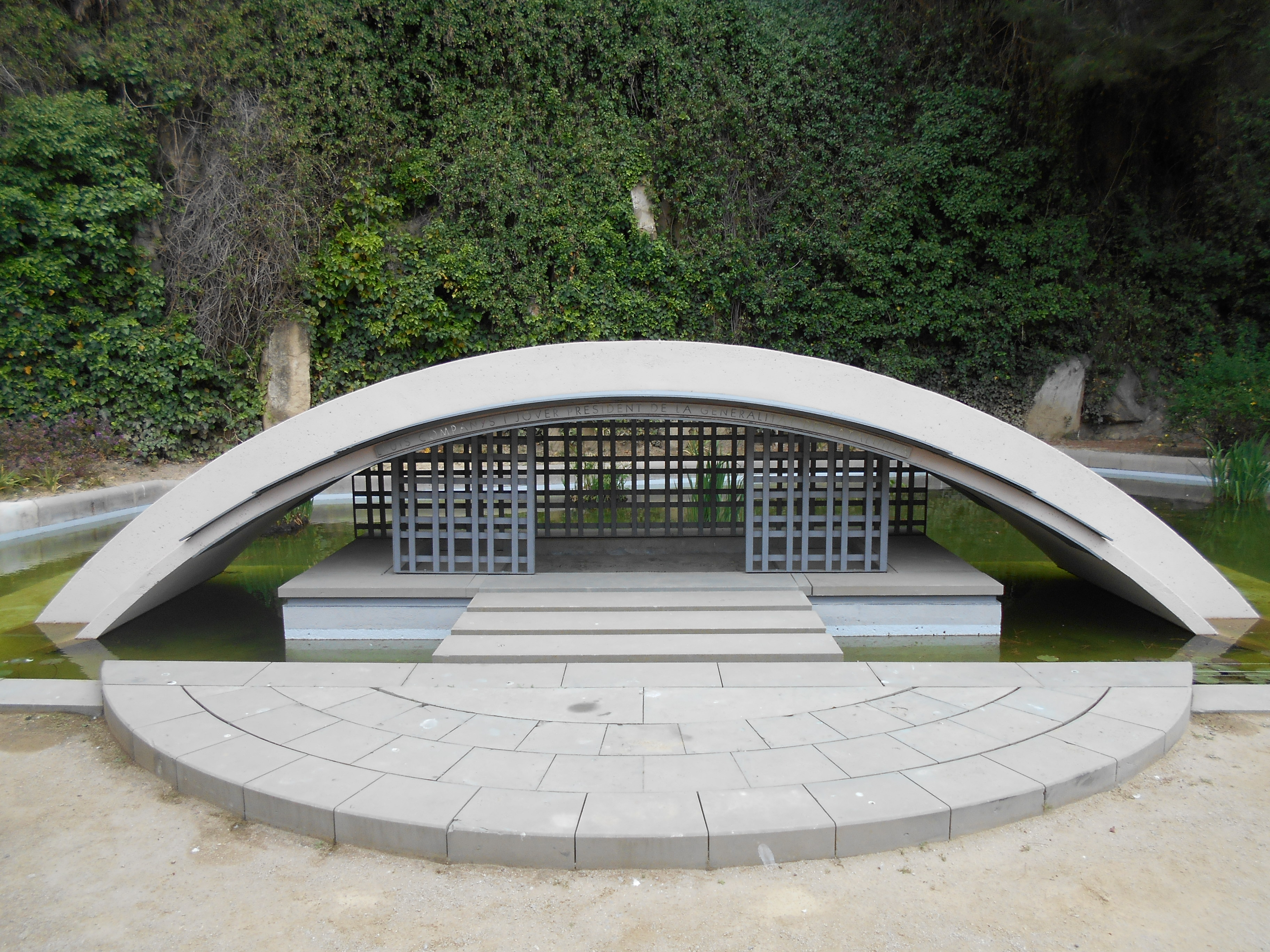
Grabmal auf dem Cementiri de Montjuïc von Beth Galí

Nach der Besetzung Barcelonas durch nationalspanische Truppen am 5. Februar 1939 floh er über die französische Grenze nach Perpignan und zog später nach Paris, um in der katalanischen Exilregierung mitzuarbeiten. Er blieb trotz der Gefahr, die ihm von der deutschen Besatzung drohte, in Frankreich und verbrachte seine letzte Zeit in Freiheit in La Baule-les-Pins (Loire-Atlantique). Er wollte den Kontakt mit seinem Sohn Lluís Companys i Micó (1911–1956) aufrechterhalten, der an einer psychischen Krankheit litt. Im August 1940 wurde Lluís Companys in der Nähe von Nantes von der Gestapo verhaftet und an das franquistische Spanien ausgeliefert. Nach Gefangenschaft und Folter in Madrid wurde er Anfang Oktober nach Barcelona gebracht und am 14. Oktober 1940 von einem Sondergericht in einem eintägigen Schnellverfahren zum Tode verurteilt. Am 15. Oktober um 6:30 Uhr wurde er auf dem Montjuïc in Barcelona hingerichtet. Er weigerte sich, eine Augenbinde zu tragen, als er vor das Erschießungskommando geführt wurde. Als letztes rief er aus: „Per Catalunya!“ („Für Katalonien!“). Auf dem Friedhof Cementiri de Montjuïc wurde er auch begraben.

## Ehrungen
Auswahl:

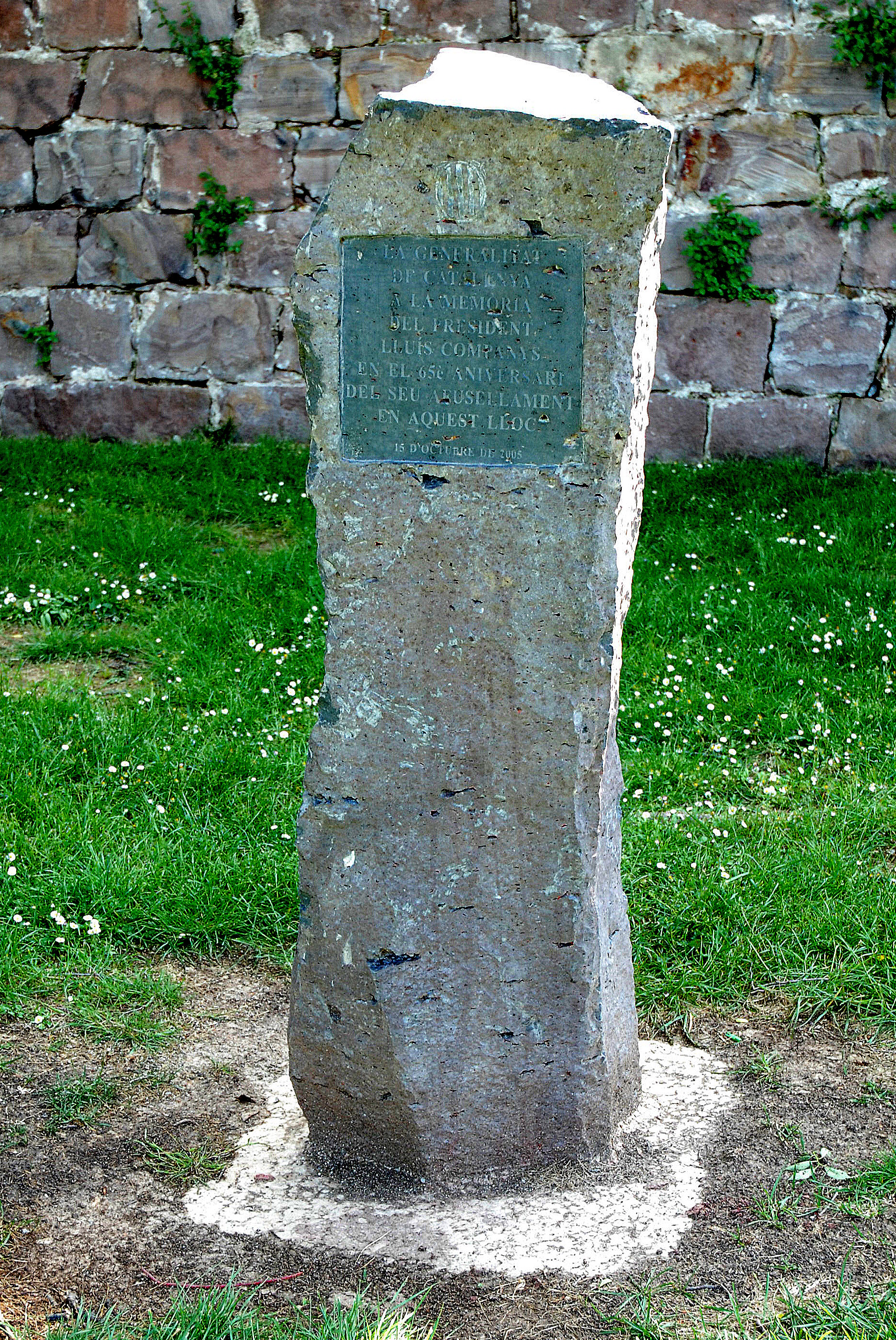
Denkmal für Lluís Companys am Ort seiner Hinrichtung im Castell de Montjuïc

- Das 1929 erbaute Olympiastadion Barcelonas auf dem Montjuïc trägt seit 2001 seinen Namen (Estadi Olímpic Lluís Companys).
- In mehreren Städten Kataloniens sind Straßen und Plätze nach ihm benannt, so zum Beispiel der Passeig de Lluís Companys in der Altstadt von Barcelona, die Rambla President Lluís Companys in Tarragona oder der Passeig de Lluis Companys in seinem Geburtsort El Tarròs.
- An seinem letzten Wohnort in Barcelona erinnert seit 2020 ein Stolperstein an ihn.